# Мънки Ди Луфи
Мънки Ди Луфи (на японски: モンキー・D・ルフィ,, по Система на Хепбърн: Monkī Dī Rufi) е измислен комиксов персонаж, създаден от японския автор Ейичиро Ода, за неговата манга поредица „One Piece“, и адаптираното по нея аниме, където е главно действащо лице.

## Описание
Луфи e млад пират на около 17-годишна възраст, който мечтае да стане „Крал на пиратите“, като намери заровеното от Златния Роджър съкровище One Piece. Като дете той без да иска изяжда един от дяволските плодове „Гому Гому но Mи" или по нататъшната му обновена версия (Hito Hito no Mi Model: Nika) , който му дава необикновената способност да разтяга тялото си като гума (обновената му версия в наши дни му дава способността на Богът на слънцето Ника), но го обрича никога да не може да плува.
Момчето отраства в малко пристанищно селце, където един ден акостира пиратски кораб. Екипажът от морски главорези е воден от капитан Червенокосия Шанкс. Луфи бързо се сприятелява с тях в местната кръчма и изявява желание да стане пират. Шанкс обаче отказва да вземе невръстното момче на борда на опасния кораб. В яда си, без да иска, Луфи изяжда непознат плод, сложен в дървено сандъче. По-нататък се оказва, че това е един от дяволските плодове на име „Гому-Гому но Ми“. Придобил свръхестествени сили, момчето се изправя срещу местни планински бандити, дръзнали да обидят Шанкс. Пиратският капитан спасява Луфи от опасността на морско чудовище, като губи едната си ръка. Преди екипажът да отпътува на поредното си морско пътешествие, Шанкс дава своята сламена шапка на детето, с обещанието някой ден, когато стане велик пират, да му я върне. Луфи е твърдо решен не само да стане велик пират, но и да намери съкровището „One Piece“ и да стане „Крал на пиратите“.
По нататък, вече пораснал, младият пират решава да събере свой екипаж за да осъществи целите си. Той става известен като „Сламената шапка“. Повечето хора не вярват в неговите цели, но винаги се замислят, щом видят способностите му.